# Venus din Galgenberg
Venus din Galgenberg este o figurină Venus din epoca Aurignaciană, datată la o vechime de 30.000 de ani în urmă.
Sculptura, cunoscută și sub numele Fanny von Galgenberg, a fost descoperită în 1988 în apropiere de Stratzing, Wachau, Austria Inferioară, nu departe de locul sitului Venus din Willendorf. Cele două statuete sunt expuse în mod normal în aceeași sală la Muzeul de Istorie Naturală din Viena, pentru a sublinia natura specială a acestor două „doamne bătrâne”, așa cum le numește cu afectivitate curatorul muzeului.
Figurina măsoară 7,2 cm înălțime și cântărește 10 g. Este sculptată din piatră serpentin verde strălucitoare, care se găsește în imediata apropiere a locului de unde a fost dezgropată figurina. Deoarece statueta prezintă o „poză dansantă”, i s-a dat numele de „Fanny” după Fanny Elssler, o balerină austriacă din secolul al XIX-lea.